# شيري لورانس
شيري لورانس هي متزحلقة كندية، ولدت في 17 يناير 1984 في كالغاري في كندا.

## وصلات خارجية
- شيري لورانس على موقع الاتحاد الدولي للتزلج (التزلج على المنحدرات الثلجية) (الإنجليزية)
- شيري لورانس على موقع أوليمبيديا (الإنجليزية)